# Reinhardt Breitfelder
Reinhardt Breitfelder (* 28. Juni 1945) ist ein deutscher Brigadegeneral außer Dienst des Heeres der Bundeswehr und ehemaliger Abteilungsleiter des Bundesnachrichtendienstes (BND).

## Leben
Breitfelder erlangte die Mittlere Reife und absolvierte eine Berufsausbildung zum Büromaschinenmechaniker. Im Rahmen seines Grundwehrdienstes ca. 1965 wurde er für die Laufbahn der Offiziere des Truppendienstes vorgeschlagen. Er absolvierte die Offizierausbildung im Heer und erlangte die Fachhochschulreife. Später durchlief er Lehrgänge an der Schule für Nachrichtenwesen der Bundeswehr in Bad Ems und von 1980 bis 1982 den 23. Generalstabslehrgang Heer an der Führungsakademie der Bundeswehr in Hamburg, wo er zum Offizier im Generalstabsdienst ausgebildet wurde.
1985 wurde Breitfelder im BND in der militärischen Auswertung als Referent eingesetzt, wo er Übungs- und Ausbildungsvorhaben des Warschauer Paktes bewertete und Meldungen für die Regierung schrieb. Dann kehrte er zunächst in die Bundeswehr zurück, wo er verschiedene Verwendungen durchlief, zuletzt als Attaché in Moskau. Am 29. Januar 1996 wurde er erneut zum BND versetzt, wo er bis 1998 stellvertretender Unterabteilungsleiter und Referatsleiter in der militärischen Auswertung in der Abteilung 3 (Auswertung) war. Anschließend war er vom 1. Januar 1999 bis 30. Juni 2000 Unterabteilungsleiter für die Hochfrequenz-Aufklärung (Nachrichtengewinnung) in der Abteilung Technische Aufklärung. Vom 1. Juli 2000 bis 1. April 2001 war er Unterabteilungsleiter Technische Entwicklung und vom 2. April 2001 bis 26. Oktober 2004 Abteilungsleiter Technische Entwicklung und IT-Betrieb. Breitfelder leitete vom 27. Oktober 2003 bis zum 30. Juni 2006 die Abteilung Technische Aufklärung des Bundesnachrichtendienstes, die damals etwa ein Viertel des BND-Personals umfasste. Anschließend wurde er im Dienstgrad eines Brigadegenerals nach über 41 Jahren Dienstzeit in den Ruhestand versetzt.